# Dania na Mistrzostwach Świata w Lekkoatletyce 2019
Dania na Mistrzostwach Świata w Lekkoatletyce 2019 – reprezentacja Dani podczas mistrzostw świata w Doha liczyła 7 zawodników.

## Skład reprezentacji

### Mężczyźni
| Zawodnik      | Konkurencja | Finał   | Finał   | Źródło |
| Zawodnik      | Konkurencja | Wynik   | Pozycja | Źródło |
| ------------- | ----------- | ------- | ------- | ------ |
| Thijs Nijhuis | maraton     | 2:18:10 | 31.     | [ 1 ]  |

### Kobiety
| Zawodniczka                                                             | Konkurencja                   | Eliminacje | Eliminacje | Półfinał | Półfinał | Finał   | Finał   | Źródło      |
| Zawodniczka                                                             | Konkurencja                   | Wynik      | Pozycja    | Wynik    | Pozycja  | Wynik   | Pozycja | Źródło      |
| ----------------------------------------------------------------------- | ----------------------------- | ---------- | ---------- | -------- | -------- | ------- | ------- | ----------- |
| Anna Emilie Møller                                                      | bieg na 5000 m                | 15:11,76   | 16.        | —        | —        | NQ      | NQ      | [ 2 ]       |
| Sara Petersen                                                           | bieg na 400 m przez płotki    | DSQ        | DSQ        | NQ       | NQ       | NQ      | NQ      | [ 3 ]       |
| Anna Emilie Møller                                                      | bieg na 3000 m z przeszkodami | 9:18,92    | 4. q       | —        | —        | 9:13,46 | 7.      | [ 4 ] [ 5 ] |
| Astrid Glenner-Frandsen Ida Karstoft Mette Graversgaard Mathilde Kramer | sztafeta 4 × 100 m            | 43,92      | 13.        | —        | —        | NQ      | NQ      | [ 6 ] [ 7 ] |